# 山鹿薬師馬カレー
山鹿薬師馬カレー（やまがやくしうまカレー）は、熊本県山鹿市で販売されているご当地カレーライスである。

## 概要
- 地元飲食店経営者が、山鹿市に来る客をもてなす料理として地元産の馬肉を使ったカレーを開発した。市内4店舗で提供されている。

### トッピング
- カボチャ
- ナス
- パプリカ
- タマネギ
- 生卵